# Jacco Arends
Jacco Arends (* 28. Januar 1991 in Haarlem) ist ein niederländischer Badmintonspieler. 

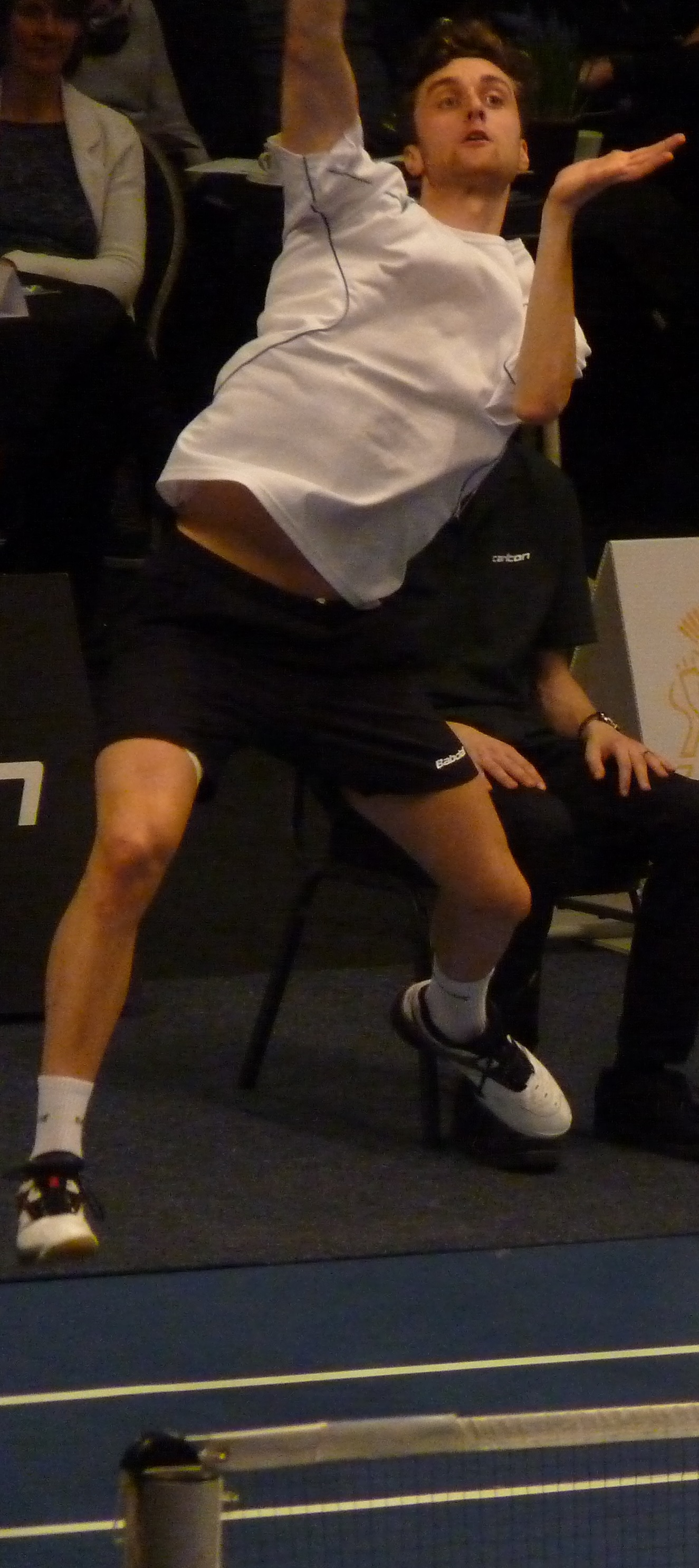
Jacco Arends

## Karriere
Jacco Arends wurde 2010 Junioren-Europameister im Mixed. 2010 siegte er bei den Slovak International und den Hungarian International. 2011 nahm er an den Badmintonweltmeisterschaften teil und gewann die Estonian International.

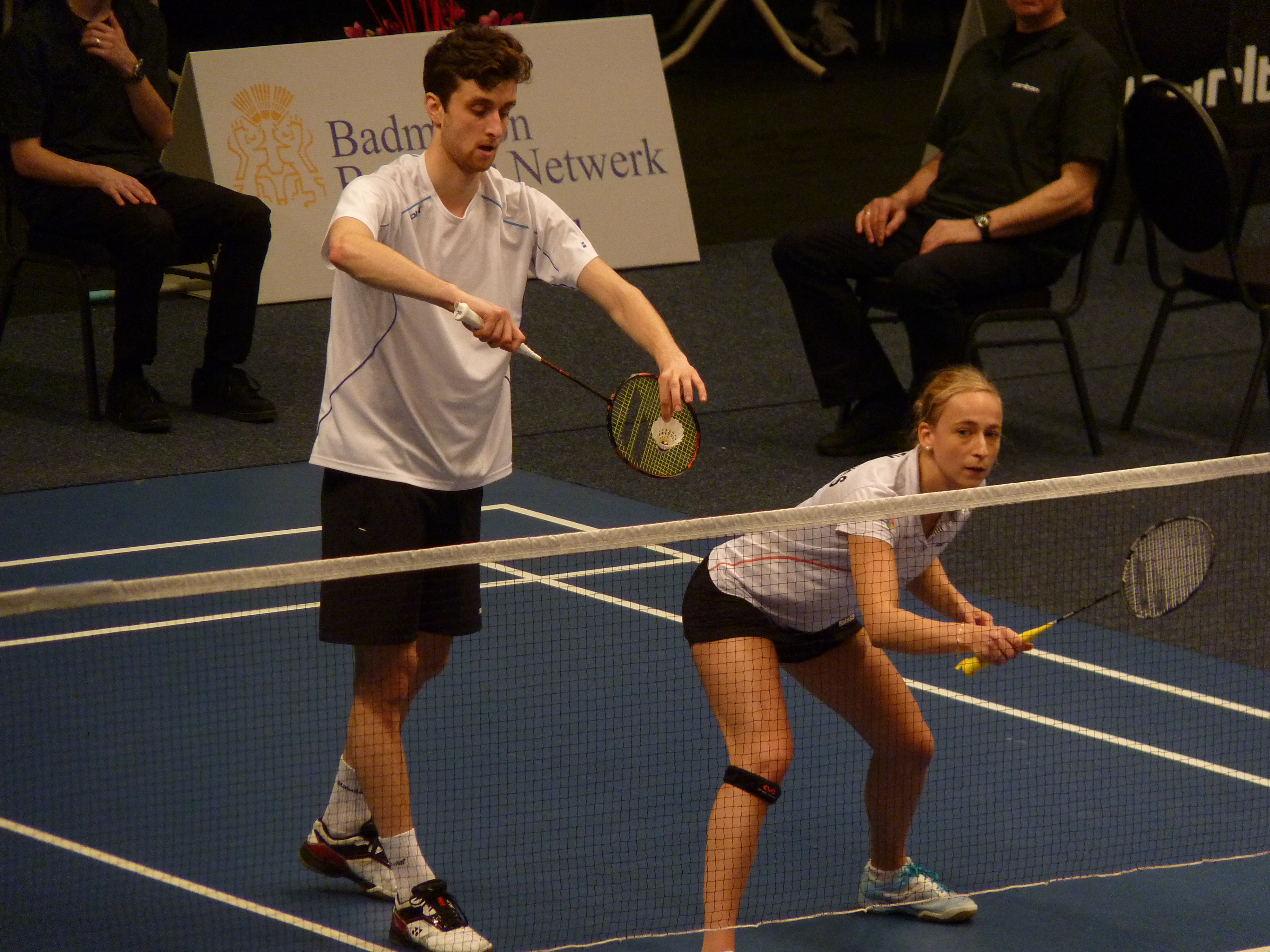
Jacco Arends and Selena Piek

## Sportliche Erfolge
| Saison | Veranstaltung                         | Disziplin    | Platz | Name                       |
| ------ | ------------------------------------- | ------------ | ----- | -------------------------- |
| 2009   | Junioren-Europameisterschaft          | Mixed        | 1     | Jacco Arends / Selena Piek |
| 2010   | Niederlande: Einzelmeisterschaften    | Herrendoppel | 1     | Jacco Arends / Jelle Maas  |
| 2010   | Slovak International                  | Herrendoppel | 1     | Jacco Arends / Jelle Maas  |
| 2010   | Slovak International                  | Mixed        | 1     | Jacco Arends / Selena Piek |
| 2010   | Hungarian International               | Mixed        | 1     | Jacco Arends / Selena Piek |
| 2011   | Estonian International                | Mixed        | 1     | Jacco Arends / Selena Piek |
| 2012   | Niederlande: Einzelmeisterschaften    | Herrendoppel | 1     | Jacco Arends / Jelle Maas  |
| 2012   | Norwegian International               | Herrendoppel | 2     | Jacco Arends / Jelle Maas  |
| 2013   | Swedish International Stockholm       | Herrendoppel | 1     | Jacco Arends / Jelle Maas  |
| 2013   | US Open Grand Prix 2013               | Mixed        | 3     | Jacco Arends / Selena Piek |
| 2013   | Bitburger Open Grand Prix Saarbrücken | Herrendoppel | 3     | Jacco Arends / Jelle Maas  |
| 2013   | Scottish Open 2013                    | Mixed        | 3     | Jacco Arends / Selena Piek |
| 2014   | Niederlande: Einzelmeisterschaften    | Herrendoppel | 1     | Jacco Arends / Jelle Maas  |
| 2014   | Niederlande: Einzelmeisterschaften    | Mixed        | 1     | Jacco Arends / Selena Piek |
| 2014   | Spanish International 2014            | Herrendoppel | 3     | Jacco Arends / Jelle Maas  |
| 2014   | Spanish International 2014            | Mixed        | 3     | Jacco Arends / Selena Piek |
| 2014   | Belgian International 2014            | Herrendoppel | 2     | Jacco Arends / Jelle Maas  |
| 2014   | Belgian International 2014            | Mixed        | 1     | Jacco Arends / Selena Piek |
| 2015   | Niederlande: Einzelmeisterschaften    | Herrendoppel | 1     | Jacco Arends / Jelle Maas  |
| 2015   | Niederlande: Einzelmeisterschaften    | Mixed        | 1     | Jacco Arends / Selena Piek |
| 2015   | Swedish Masters 2015                  | Mixed        | 1     | Jacco Arends / Selena Piek |
| 2015   | US Open Grand Prix 2015               | Mixed        | 3     | Jacco Arends / Selena Piek |
| 2015   | Canada Open Grand Prix 2015           | Mixed        | 3     | Jacco Arends / Selena Piek |
| 2015   | Dutch Open Grand Prix 2015            | Mixed        | 3     | Jacco Arends / Selena Piek |
| 2015   | Bitburger Open 2015                   | Mixed        | 3     | Jacco Arends / Selena Piek |
| 2015   | Brasil Open Grand Prix 2015           | Mixed        | 3     | Jacco Arends / Selena Piek |
| 2016   | Niederlande: Einzelmeisterschaften    | Herrendoppel | 1     | Jacco Arends / Jelle Maas  |
| 2016   | Niederlande: Einzelmeisterschaften    | Mixed        | 1     | Jacco Arends / Selena Piek |